# Filippin légyvadász
A filippin légyvadász (Pachycephala philippinensis) a madarak osztályának verébalakúak (Passeriformes) rendjébe és a légyvadászfélék (Pachycephalidae) családjába tartozó faj.
A magyar neve forrással nincs megerősítve.

## Rendszerezése
A fajt Arthur Hay skót katona és ornitológus írta le 1872-ben, a Hyloterpe nembe Hyloterpe philippinensis néven.

## Alfajai
- Pachycephala philippinensis fallax (McGregor, 1904) - Calayan-szigetek (Fülöp-szigetek északi része), eredetileg különálló fajnak írták le.
- Pachycephala philippinensis illex (McGregor, 1907) - Camiguin sziget (Fülöp-szigetek északi része), eredetileg különálló fajnak írták le.
- Pachycephala philippinensis philippinensis (Walden, 1872) - Luzon és Catanduanes
- Pachycephala philippinensis siquijorensis (Rand & Rabor, 1957) - Siquijor sziget (Fülöp-szigetek középső része)
- Pachycephala philippinensis apoensis (Mearns, 1905) -  Fülöp-szigetek középső-keleti és déli része eredetileg különálló fajnak írták le.
- Pachycephala philippinensis basilanica (Mearns, 1909) - Basilan
- Pachycephala philippinensis boholensis (Parkes, 1966) - Bohol [2]

## Előfordulása
A Fülöp-szigetek területén honos. Természetes élőhelyei a szubtrópusi és trópusi síkvidéki és hegyi esőerdők. Állandó, nem vonuló faj.

## Megjelenése
Testhossza 15–16 centiméter, testtömege 21–27 gramm.

## Életmódja
Rovarokkal táplálkozik.

## Természetvédelmi helyzete
Az elterjedési területe nagyon nagy, egyedszáma viszont csökken, de még nem éri el a kritikus szintet. A Természetvédelmi Világszövetség Vörös listáján nem fenyegetett fajként szerepel.